# Carrie Chandlerová
Carrie Chandlerová (* 12. července 1981) je bývalá americká zápasnice – judistka a grapplerka.

## Sportovní kariéra
S judem začínala v útlém dětství v Daltonu v Massachusetts pod vedením svého otce Harryho. V americké ženské judistické reprezentaci se prosazovala od roku 2005 s přestupem z lehké váhy do 57 kg do nižší pololehké váhy do 52 kg. Dlouhodobě však shazování kil nevydržela. V roce 2007 začala trpět luxacemi ramenních kloubů a do olympijského roku 2008 šla opět ve vyšší lehké váze do 57 kg. V červnové americké olympijské kvalifikaci na olympijské hry v Pekingu neuspěla na úkor Valerie Gotayové. Od roku 2010 se judu vrcholově nevěnovala.

## Výsledky
| Turnaj                  | 2000 | 2001 | 2002 | 2003 | 2004 | 2005 | 2006 | 2007 |
| Turnaj                  | 19   | 20   | 21   | 22   | 23   | 24   | 25   | 26   |
| Turnaj                  | -57  | -57  | -57  | -57  | -57  | -52  | -52  | -52  |
| ----------------------- | ---- | ---- | ---- | ---- | ---- | ---- | ---- | ---- |
| Olympijské hry          | —    |      |      |      | —    |      |      |      |
| Mistrovství světa       |      | —    |      | —    |      | úč.  |      | úč.  |
| Panamerické hry         |      |      |      | —    |      |      |      | —    |
| Panamerické mistrovství | —    | —    | —    | —    | —    | 1.   | 7.   | —    |
| MS juniorů              | úč.  |      |      |      |      |      |      |      |